# Dystrykt Galicja

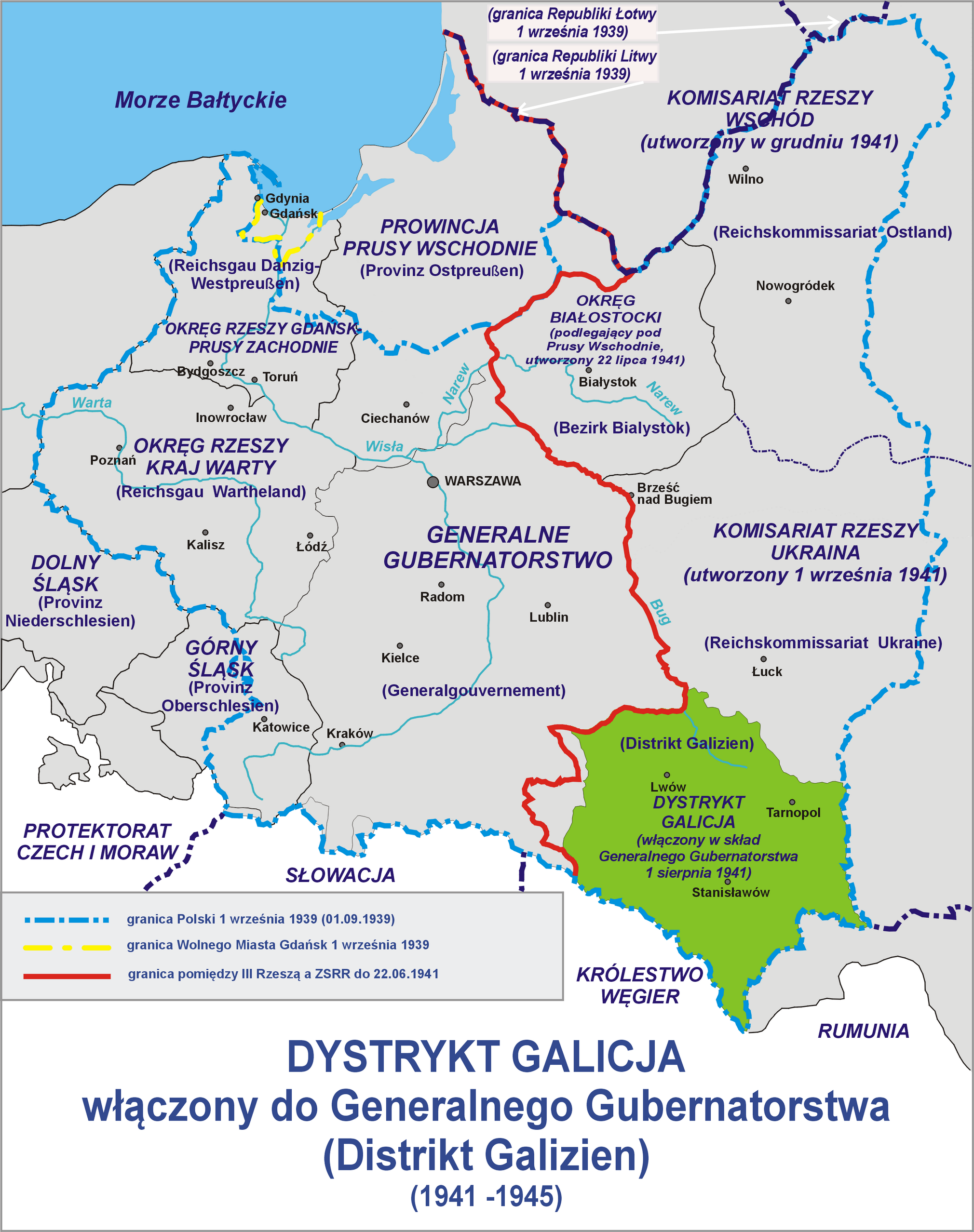
Dystrykt Galicja

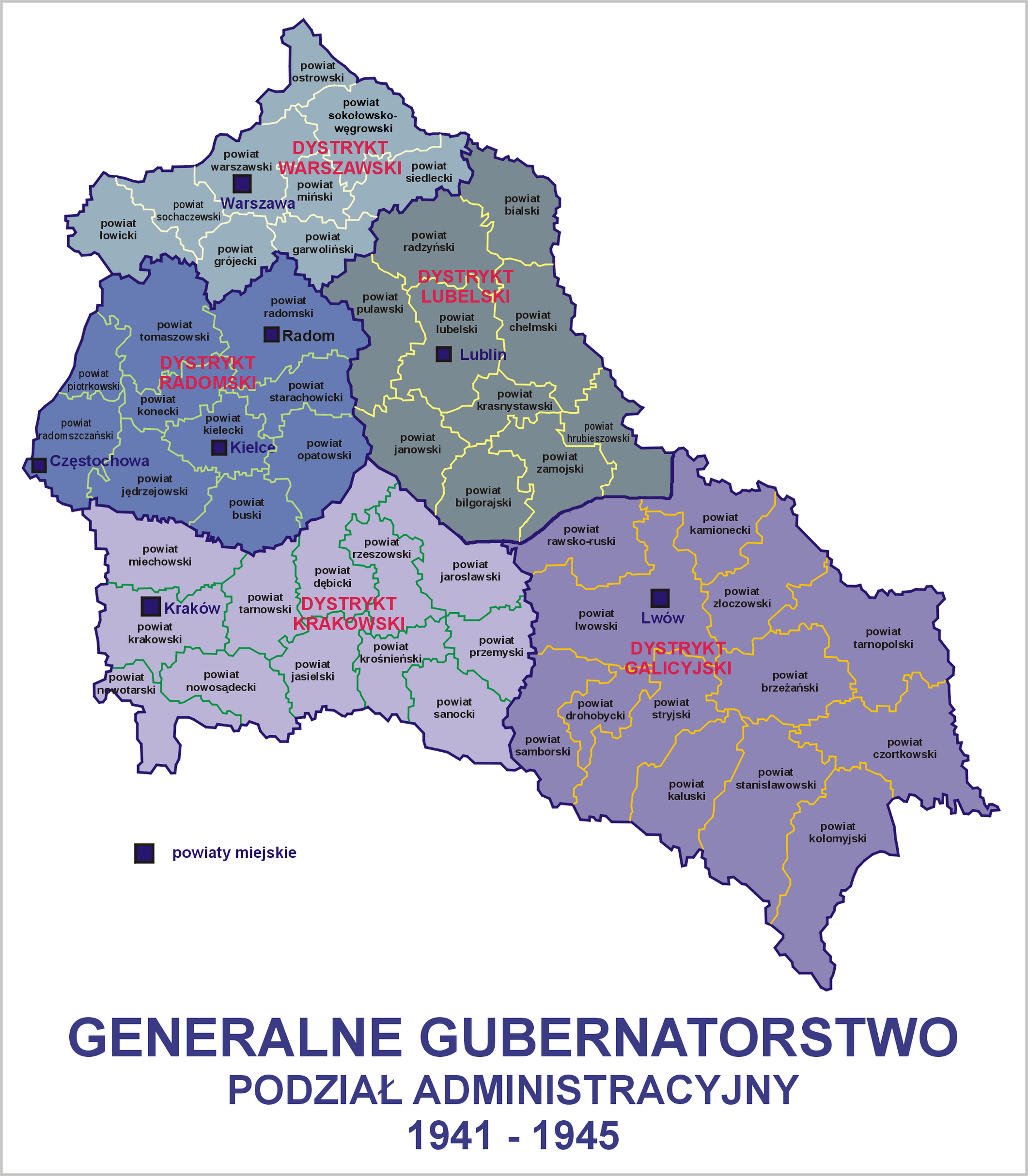
Dystrykty w składzie Generalnego Gubernatorstwa

Dystrykt Galicja, okręg galicyjski (niem. Distrikt Galizien; również dystrykt lwowski, ukr. Дистрикт Галичина) – jednostka administracyjna Generalnego Gubernatorstwa w okresie 1941–1944.
Na skutek paktu III Rzesza-ZSRR zwanego paktem Ribbentrop-Mołotow i agresji sowieckiej 17 września 1939 okupowane wojskowo przez Wehrmacht i Armię Czerwoną tereny Galicji należące do Polski układem o granicach i przyjaźni zawartym w Moskwie 28.09.1939 pomiędzy III Rzeszą a ZSRR zostały przez okupantów podzielone wbrew prawu międzynarodowemu wzdłuż Sanu granicą państwową na tereny okupowane przez III Rzeszę i ZSRR. Podział utrzymał się przez niemal dwa lata – do agresji III Rzeszy na ZSRR (22 czerwca 1941).
W lipcu 1941 trzy polskie województwa (lwowskie, stanisławowskie i tarnopolskie) w całości okupowali Niemcy. 16 lipca 1941 w niemieckiej Kwaterze Głównej odbyła się narada pod przewodnictwem Adolfa Hitlera, z udziałem Hermanna Göringa, Alfreda Rosenberga, Wilhelma Keitla, Hansa Lammersa i Martina Bormanna. Na naradzie Hitler poinformował, że postanowił przyłączyć Galicję Wschodnią do Generalnego Gubernatorstwa, rezygnując z planu utworzenia państwa ukraińskiego. Na naradzie ustalono również podział administracyjny okupowanych terytoriów ZSRR.
Przeciw tej decyzji zaprotestował w liście do ministra Ribbentropa z 22 lipca 1941 greckokatolicki arcybiskup metropolita lwowski i halicki Andrzej Szeptycki. Protest również wystosowała Rada Seniorów.
Galicja Wschodnia weszła 1 sierpnia 1941 w skład Generalnego Gubernatorstwa pod nazwą Dystrykt Galicja na mocy dekretu Adolfa Hitlera z 1 sierpnia 1941.
Obszar byłych województw stanisławowskiego i tarnopolskiego włączono w całości, natomiast z województwa lwowskiego włączono tylko 13 wschodnich powiatów (z ogólnej liczby 27). Obszar dystryktu podzielono na 17 jednostek administracyjnych: 15 powiatów, miasto wydzielone Lwów, komisariat powiatowy Sądowa Wisznia. W tym dniu rozwiązano również ukraińską milicję, tworząc na jej miejsce 18 sierpnia Ukraińską Policję Pomocniczą.
Przeciw włączeniu dystryktu Galicja do Generalnego Gubernatorstwa zaprotestował również 3 sierpnia przetrzymywany w Berlinie ukraiński rząd Jarosława Stećki.
Całkowita powierzchnia dystryktu wynosiła 51,2 tys. km² oraz 4,4 mln mieszkańców. Dystrykt Galicja istniał do lipca 1944 r. – ponownej okupacji Galicji Wschodniej wraz ze Lwowem przez Armię Czerwoną.

## Gubernatorzy
Gubernatorami dystryktu byli:
- dr Karl Lasch – od 1 sierpnia 1941 do 6 stycznia 1942, aresztowany
- SS-Gruppenführer Otto Wächter – od 1 lutego 1942 do lipca 1944

## Główni urzędnicy dystryktu
- Szef urzędu dystryktu:
  - Ludwig Losacker
  - Josef Brandl (od 1944)
- Inspektor Dystryktu
  - dr Schepers
- Dowódca SS i Policji:
  - Friedrich Katzmann
  - Theobald Thier
  - Christoph Diehm
- Komendant Orpo:
  - Paul Worm
  - Joachim Stach
  - Walter von Soosten
  - Gustav Schubert
- Komendant żandarmerii:
  - Franz Gansinger
- Komendant Policji Bezpieczeństwa i SD:
  - Helmut Tanzmann
  - Josef Witiska

## Powiaty
- Brzeżany (1941–44)
- Czortków (1941–44)
- Drohobycz (1941–44)
- Horodenka (1941–42 →)
- Kałusz (1941–43 →→)
- Kamionka Strumiłowa (1941–44)
- Kolomea (1941–44)
- Lemberg-Gródek / Lemberg-Land-Ost (1941–42 →)
- Lemberg-Land / Lemberg-Land-West (1941–42 →)
- Lemberg (←← 1942–44)
- Rawa Ruska (1941–44)
- Rohatyn (1941 →)
- Sambor (1941–43)
- Sądowa Wisznia (1941–42 →)
- Stanislau (1941–44)
- Stryj (1941–44)
- Tarnopol (1941–44)
- Złoczów (1941–44)

## Miejscowości
Lista stu największych miejscowości w dystrykcie Galicja w 1943 roku.
| Miejscowość         | Status                   | Liczba mieszkańców 1.III.1943 | Powiat              | Gmina                    |
| ------------------- | ------------------------ | ----------------------------- | ------------------- | ------------------------ |
| Lemberg             | miasto                   | 283690                        | Lemberg-Stadt       | Lemberg-Stadt            |
| Stanislau           | miasto                   | 35947                         | Stanislau           | Stanislau                |
| Tarnopol            | miasto                   | 32306                         | Tarnopol            | Tarnopol                 |
| Borysław            | miasto                   | 25386                         | Drohobycz           | Borysław                 |
| Stryj               | miasto                   | 21352                         | Stryj               | Stryj                    |
| Drohobycz           | miasto                   | 21245                         | Drohobycz           | Drohobycz                |
| Czortków            | miasto                   | 19358                         | Czortków            | Czortków                 |
| Sambor              | miasto                   | 18715                         | Drohobycz           | Sambor                   |
| Kolomea             | miasto                   | 14222                         | Kolomea             | Kolomea                  |
| Brody               | miasto                   | 13244                         | Złoczów             | Brody                    |
| Złoczów             | miasto                   | 12073                         | Złoczów             | Złoczów                  |
| Gródek              | miasto                   | 11182                         | Lemberg             | Gródek                   |
| Tłumacz             | miasto                   | 10390                         | Stanislau           | Tłumacz                  |
| Brzeżany            | miasto                   | 10297                         | Brzeżany            | Brzeżany                 |
| Sokal               | miasto (w gm. wiejskiej) | 9573                          | Kamionka Strumiłowa | Sokal                    |
| Jaworów             | miasto (w gm. wiejskiej) | 9269                          | Lemberg             | Jaworów                  |
| Żółkiew             | miasto                   | 9246                          | Lemberg             | Żółkiew                  |
| Horodenka           | miasto                   | 8878                          | Kolomea             | Horodenka                |
| Podhajce            | miasto                   | 8692                          | Brzeżany            | Podhajce                 |
| Zborów              | miasto                   | 8470                          | Tarnopol            | Zborów                   |
| Kopyczyńce          | miasto                   | 8391                          | Czortków            | Kopyczyńce               |
| Trembowla           | miasto                   | 8280                          | Tarnopol            | Trembowla                |
| Kałusz              | miasto                   | 8279                          | Stanislau           | Kałusz                   |
| Buczacz             | miasto                   | 8207                          | Czortków            | Buczacz                  |
| Perehińsko          | wieś                     | 7856                          | Stryj               | Perehińsko               |
| Bolechów            | miasto                   | 7497                          | Stryj               | Bolechów                 |
| Busk                | miasto (w gm. wiejskiej) | 7494                          | Kamionka Strumiłowa | Busk                     |
| Borszczów           | miasto                   | 7331                          | Czortków            | Borszczów                |
| Rawa Ruska          | miasto                   | 7315                          | Rawa Ruska          | Rawa Ruska               |
| Żabie               | wieś                     | 7313                          | Kolomea             | Żabie                    |
| Chodorów            | miasto                   | 7159                          | Stryj               | Chodorów                 |
| Śniatyn             | miasto                   | 7022                          | Kolomea             | Śniatyn                  |
| Dolina              | miasto                   | 6779                          | Stryj               | Dolina                   |
| Nadwórna            | miasto                   | 6693                          | Stanislau           | Nadwórna                 |
| Turka               | miasto                   | 6542                          | Drohobycz           | Turka                    |
| Zbaraż              | miasto                   | 6463                          | Tarnopol            | Zbaraż                   |
| Rohatyn             | miasto                   | 6380                          | Brzeżany            | Rohatyn                  |
| Delatyn             | miasto                   | 6099                          | Stanislau           | Delatyn                  |
| Koropiec            | wieś                     | 5753                          | Czortków            | Koropiec                 |
| Kamionka Strumiłowa | wieś                     | 5688                          | Kamionka Strumiłowa | Kamionka Strumiłowa Süd  |
| Barysz              | wieś                     | 5575                          | Czortków            | Barysz                   |
| Tyśmienica          | miasto                   | 5458                          | Stanislau           | Tyśmienica               |
| Kozowa              | miasto                   | 5425                          | Brzeżany            | Kozowa                   |
| Rożnów              | wieś                     | 5424                          | Kolomea             | Rożnów                   |
| Monasterzyska       | miasto                   | 5404                          | Czortków            | Monasterzyska            |
| Czortowiec          | wieś                     | 5397                          | Kolomea             | Tyszkowce                |
| Jezierna            | wieś                     | 5366                          | Tarnopol            | Jezierna                 |
| Chorostków          | wieś                     | 5198                          | Czortków            | Chorostków               |
| Halicz              | miasto                   | 5197                          | Stanislau           | Halicz                   |
| Przemyślany         | miasto                   | 4953                          | Złoczów             | Przemyślany              |
| Pniów               | wieś                     | 4881                          | Stanislau           | Pniów                    |
| Peczeniżyn          | wieś                     | 4844                          | Kolomea             | Peczeniżyn               |
| Kosmacz             | wieś                     | 4813                          | Kolomea             | Kosmacz                  |
| Skole               | miasto                   | 4664                          | Stryj               | Skole                    |
| Skałat              | miasto                   | 4579                          | Tarnopol            | Skałat                   |
| Kosów               | miasto                   | 4567                          | Kolomea             | Kosów                    |
| Żółtańce            | wieś                     | 4540                          | Lemberg             | Żółtańce                 |
| Kuty Stare          | wieś                     | 4514                          | Kolomea             | Kuty                     |
| Łanczyn             | wieś                     | 4454                          | Stanislau           | Łanczyn                  |
| Orów                | wieś                     | 4426                          | Drohobycz           | Stebnik                  |
| Obertyn             | wieś                     | 4372                          | Kolomea             | Obertyn                  |
| Synowódzko Wyżne    | wieś                     | 4326                          | Stryj               | Synowódzko Wyżne         |
| Tłuste              | wieś                     | 4305                          | Czortków            | Tłuste                   |
| Mikuliczyn          | wieś                     | 4218                          | Stanislau           | Tatarów                  |
| Lubaczów            | miasto                   | 4179                          | Rawa Ruska          | Lubaczów                 |
| Zabłotów            | miasto                   | 4144                          | Kolomea             | Zabłotów                 |
| Olesza              | wieś                     | 4024                          | Stanislau           | Olesza                   |
| Sądowa Wisznia      | wieś                     | 4020                          | Lemberg             | Sądowa Wisznia           |
| Sokolniki           | wieś                     | 3942                          | Lemberg             | Sokolniki                |
| Bitków              | wieś                     | 3876                          | Stanislau           | Pniów                    |
| Koniuchy            | wieś                     | 3874                          | Brzeżany            | Koniuchy                 |
| Kozłów              | wieś                     | 3868                          | Tarnopol            | Kozłów                   |
| Mogielnica          | wieś                     | 3856                          | Tarnopol            | Mogielnica               |
| Trybuchowce         | wieś                     | 3806                          | Czortków            | Trybuchowce              |
| Bohorodczany Stare  | wieś                     | 3805                          | Stanislau           | Bohorodczany             |
| Niżniów             | wieś                     | 3776                          | Stanislau           | Niżniów                  |
| Pasieczna           | wieś                     | 3763                          | Stanislau           | Zielona                  |
| Zielona             | wieś                     | 3743                          | Stanislau           | Zielona                  |
| Radziechów          | miasto (w gm. wiejskiej) | 3725                          | Kamionka Strumiłowa | Radziechów               |
| Kaczanówka          | wieś                     | 3650                          | Tarnopol            | Kaczanówka               |
| Narajów Miasto      | wieś                     | 3647                          | Brzeżany            | Narajów                  |
| Stojanów            | wieś                     | 3599                          | Kamionka Strumiłowa | Stojanów                 |
| Nowosiółka          | wieś                     | 3561                          | Brzeżany            | Podhajce                 |
| Załucze             | wieś                     | 3520                          | Kolomea             | Załucze                  |
| Swaryczów           | wieś                     | 3508                          | Stryj               | Krechowice               |
| Kluczów Wielki      | wieś                     | 3469                          | Kolomea             | Werbiąż Wyżny            |
| Jasień              | wieś                     | 3464                          | Stanislau           | Niebyłów                 |
| Potylicz            | wieś                     | 3461                          | Rawa Ruska          | Potylicz                 |
| Stecowa             | wieś                     | 3425                          | Kolomea             | Stecowa                  |
| Budzanów            | wieś                     | 3419                          | Tarnopol            | Budzanów                 |
| Żydaczów            | miasto                   | 3417                          | Stryj               | Żydaczów                 |
| Jezupol             | wieś                     | 3416                          | Stanislau           | Jezupol                  |
| Ponikowica          | wieś                     | 3405                          | Złoczów             | Ponikowica               |
| Sielec              | wieś                     | 3391                          | Kamionka Strumiłowa | Parchacz                 |
| Zarzecze n/Prutem   | wieś                     | 3391                          | Stanislau           | Zarzecze n/Prutem        |
| Werchrata           | wieś                     | 3344                          | Rawa Ruska          | Potylicz                 |
| Batiatycze          | wieś                     | 3303                          | Kamionka Strumiłowa | Kamionka Strumiłowa Nord |
| Kamionki Wielkie    | wieś                     | 3294                          | Kolomea             | Korszów                  |
| Uliczno             | wieś                     | 3283                          | Drohobycz           | Stebnik                  |
| Rychcice            | wieś                     | 3245                          | Drohobycz           | Rychcice                 |